# Ніхто замість тебе
«Ніхто замість тебе» («Nimeni în locul tău») — радянський художній фільм 1976 року, знятий режисером Василем Паскару на кіностудії «Молдова-фільм».

## Сюжет
Фільм оповідає про підпільну боротьбу молдовської молоді проти німецької окупації.

## У ролях
- Ігор Сахаров — Гриша Чобану
- Ігор Лєдогоров — Грігоре Чобану
- Олександр Арбат — Коля Стежару
- Володимир Горєлов — Ніколай Стежару
- Юрій Нікольський — Діма Савеляну
- Еммануїл Віторган — Думітру Савеляну
- Віталіє Русу — Філіпп, секретар міськкому комсомолу
- Міхай Штефан — Іон
- Світлана Орлова — Надя
- Наталія Мадзарі — Санда
- Любов Жолтикова — Анна
- Сергій Самойлов — Костя
- Валерій Лисенков — Женя
- Борис Зайденберг — Бетріну, комуніст, партійний керівник
- Іон Шкуря — Урзіке, капітан румунської армії
- Борис Голдаєв — Архип, батько Ніколая
- Євгенія Тудорашку — Домніка, мати Ніколая
- Герман Юшко — Стапенко
- Людмила Жаданова — Маргарита, мати Думітру
- Петро Баракчі — Брунару
- Олексій Бойко — роль другого плану
- В. Запуніді — роль другого плану
- В. Друзь — роль другого плану
- Думітру Карачобану — Урсаке, румунський жандарм
- Михайло Кононов — роль другого плану
- А. Мухін — роль другого плану
- Віктор Мягкий — майор
- Володимир Наумець — червоноармієць
- Володимир Пинчук — батько Наді
- Васіле Райлян — Мустяце, поміщик
- Іон Скутельник — роль другого плану
- Я. Фурманов — роль другого плану
- Леонід Маренников — роль другого плану
- Іон Музика — писар
- Георгій Пирля — роль другого плану

## Знімальна група
- Режисер — Василь Паскару
- Сценаристи — Всеволод Єгоров, Степан Попов
- Оператор — Влад Чуря
- Композитор — Едуард Лазарев
- Художники — Станіслав Булгаков, Аурелія Роман